# Jan Willem Boudewijn Gunning
Pour les articles homonymes, voir Gunning.
Jan Willem Bowdewyn Gunning est un zoologiste néerlandais, né le 3 septembre 1860, à Hilversum (Pays-Bas), et mort le 23 juin 1913, à Pretoria (Afrique du Sud).

## Biographie
Il fait ses études en médecine aux universités d'Amsterdam et de Leyde. Pendant cette période, il s’intéresse à l'histoire naturelle, en particulier à l'entomologie et à l'ornithologie. En 1883, il part exercer en Afrique du Sud pour une courte période dans le district de Stellenbosch. Un an après, il obtient le degré de Docteur à Jena, en Allemagne. 
De retour au Cap, il continue sa carrière dans les districts de Venterstad, Bethulie, Smithfield et Edenburg avant d'être nommé assistant au Staatsmuseum (désormais rebaptisé Musée national Ditsong d'histoire naturelle) à Pretoria, en 1896. Il devient directeur du musée un an après, au même temps qu'il exerce comme professeur de zoologie au State Gymnasium.
Les recherches de Gunning portent principalement sur l'ornithologie. En avril 1904, il devient un des fondateurs de l’African Ornithologists' Union, pour lequel il occupe un poste au comité éditorial de 1906 à 1913, puis est nommé co-président de 1904 à 1909, et finalement préside de 1910 jusqu'à sa mort, en 1913. 
Gunning est aussi fondateur de l'Union agricole du Transvaal (1897), la Transvaal Biological Society (1907) et la South African Association for the Advancement of Science.

## Décès
À ses 52 ans, la santé de Gunning s'aggrave et il passe une saison en Allemagne pour visiter des sources thermales. 
Il meurt à Pretoria d'une dysfonction rénale en 1913, quelque temps avant que les collections du musée du Transvaal ne soient installées dans le nouveau bâtiment rue Paul Kruger.
En 1909, Alwin Karl Haagner (1880-1962) nomme l'espèce Sheppardia gunningi en son honneur : le rouge-gorge de Gunning.

## Famille
Après un premier mariage avec Suzanna Neethling (qui est morte en 1888), il épouse Ellen Dobbin en novembre 1889.

## Titres
- Président de la Transvaal Biological Society (1910 et 1913)
- Fellow de la Zoological Society of London
- Vice-présiedent de l'Union agricole du Transvaal (Vereeniging van Transvaalsche Landbouw Genootschappen)
- Ordre du Mérite agricole, en 1905
- Ordre d'Orange-Nassau

## Publications
- (en) Gunning, J. W. B., « On a new genus and species belonging to the Fringillidae from the Transvaal », South African Journal of Natural History, vol. 3, no 2,‎ 1907, p. 208-210
- (en) Gunning, J. W. B., « A short history of the Transvaal Museum », Annals of the Transvaal Museum, vol. 1, no 1,‎ 1908, p. 1-13
- (en) Gunning, J. W. B. et Haagner, A. K., « On the South African species of Centropus », South African Journal of Natural History, vol. 4, no 1,‎ 1908, p. 36-37
- (en) Gunning, J. W. B., « A description of two new species of birds in the museum's collections », South African Journal of Natural History, vol. 1,‎ 1909, p. 173-174
- (en) Gunning, J. W. B. et Haagner, A. K., « A check list of the birds of South Africa », South African Journal of Natural History, vol. 2 (supplément),‎ 1910, p. 71-156
- (en) Gunning, J. W. B. et Roberts, A., « New records and descriptions of new species of birds in the Transvaal Museum collection », South African Journal of Natural History, vol. 3,‎ 1911, p. 109-118